# Frerich
Frerich ist ein deutscher Familienname und männlicher Vorname. Er ist eine Variante von Friedrich.

## Namensträger

### Vorname
- Frerich Bohlken (1812–1871), Landwirt und Gestalt in der ersten Generation der nordwestdeutschen Baptistengemeinden
- Frerich Görts (* 1944), deutscher Staatssekretär
- Frerich Koch (1871–1951), deutscher Politiker

### Familienname
- Ansgar Frerich (* 1977), deutscher Mischtonmeister, Geschäftsführer und Kulturschaffender
- Franz Müller-Frerich (1890–1962), deutscher Schriftsteller